# Thorigné-en-Charnie
Pour les articles homonymes, voir Thorigné.
Thorigné-en-Charnie est une commune française, située dans le département de la Mayenne en région Pays de la Loire, peuplée de 190 habitants, (les Thorignéens).
La commune fait partie de la province historique du Maine, et se situe dans le Bas-Maine.

## Géographie

### Communes limitrophes
| Saint-Jean-sur-Erve, Saint-Pierre-sur-Erve | Saint-Jean-sur-Erve | Saint-Denis-d'Orques (Sarthe) |
| Saint-Pierre-sur-Erve                      | Thorigné-en-Charnie | Saint-Denis-d'Orques (Sarthe) |
| Saulges                                    | Bannes              | Bannes                        |

### Climat
Pour des articles plus généraux, voir Climat des Pays de la Loire et Climat de la Mayenne.
En 2010, le climat de la commune est de type climat océanique altéré, selon une étude du CNRS s'appuyant sur une série de données couvrant la période 1971-2000. En 2020, Météo-France publie une typologie des climats de la France métropolitaine dans laquelle la commune est exposée à un climat océanique et est dans la région climatique  Moyenne vallée de la Loire, caractérisée par une bonne insolation (1 850 h/an) et un été peu pluvieux. 
Pour la période 1971-2000, la température annuelle moyenne est de 11,2 °C, avec une amplitude thermique annuelle de 13,9 °C. Le cumul annuel moyen de précipitations est de 741 mm, avec 12,1 jours de précipitations en janvier et 6,8 jours en juillet. Pour la période 1991-2020, la température moyenne annuelle observée sur la station météorologique de Météo-France la plus proche, sur la commune de Saint-Georges-le-Fléchard à 12 km à vol d'oiseau, est de 11,8 °C et le cumul annuel moyen de précipitations est de 798,7 mm,. Pour l'avenir, les paramètres climatiques de la commune estimés pour 2050 selon différents scénarios d'émission de gaz à effet de serre sont consultables sur un site dédié publié par Météo-France en novembre 2022.

## Urbanisme

### Typologie
Au 1er janvier 2024, Thorigné-en-Charnie est catégorisée commune rurale à habitat très dispersé, selon la nouvelle grille communale de densité à sept niveaux définie par l'Insee en 2022.
Elle est située hors unité urbaine et hors attraction des villes,.

### Occupation des sols
L'occupation des sols de la commune, telle qu'elle ressort de la base de données européenne d’occupation biophysique des sols Corine Land Cover (CLC), est marquée par l'importance des territoires agricoles (98,4 % en 2018), une proportion sensiblement équivalente à celle de 1990 (98,6 %). La répartition détaillée en 2018 est la suivante : 
terres arables (55,6 %), prairies (42,6 %), forêts (1,6 %), zones agricoles hétérogènes (0,3 %). L'évolution de l’occupation des sols de la commune et de ses infrastructures peut être observée sur les différentes représentations cartographiques du territoire : la carte de Cassini (XVIIIe siècle), la carte d'état-major (1820-1866) et les cartes ou photos aériennes de l'IGN pour la période actuelle (1950 à aujourd'hui).

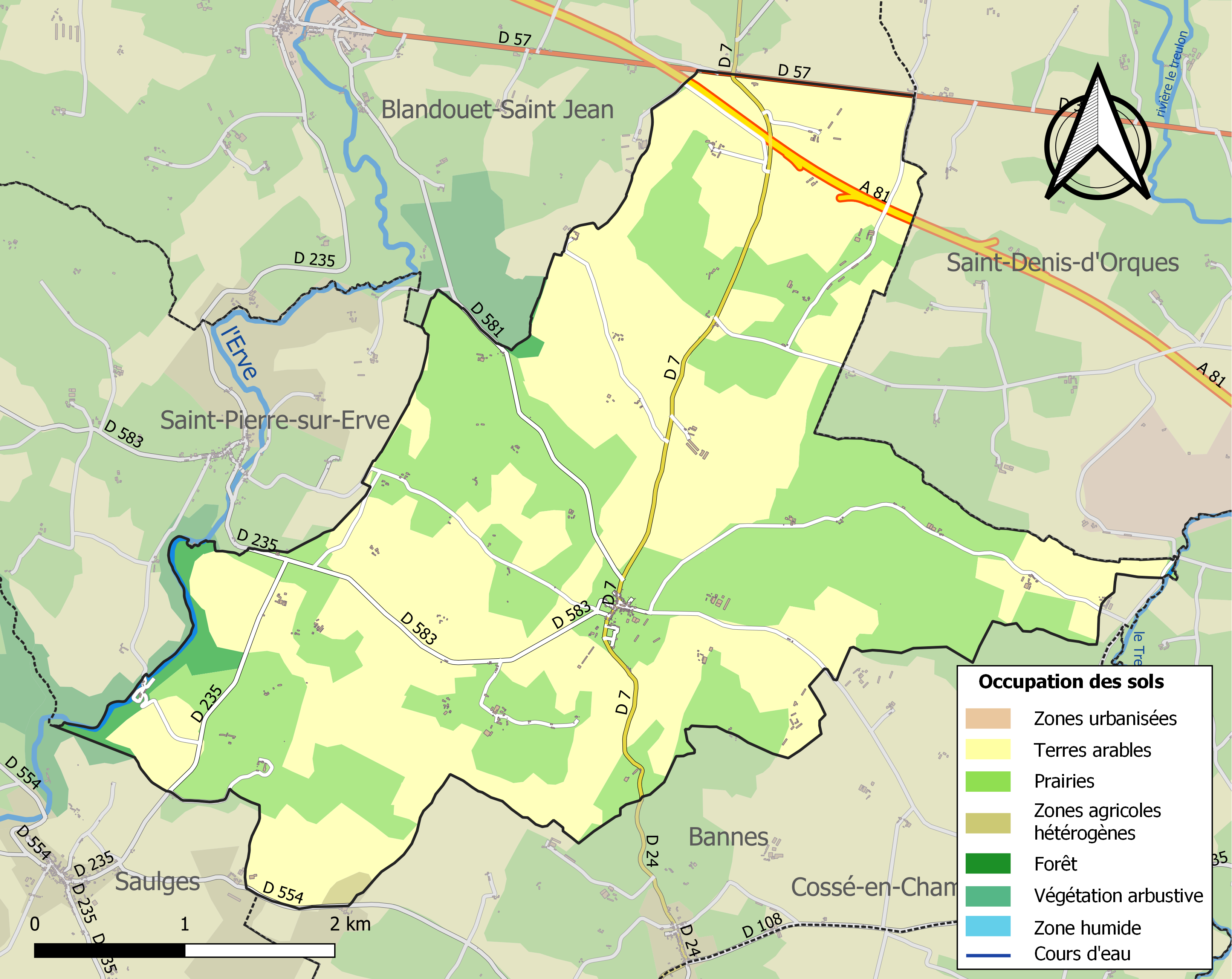
Carte des infrastructures et de l'occupation des sols de la commune en 2018 (CLC).

## Histoire
Le 22 mars 1796, Perrine Dugué, d’une famille de cultivateurs sans-culottes résolus, est assassinée par trois Chouans dans un champ entre Thorigné et Sainte-Suzanne, avant d’avoir atteint 19 ans. Sa mort inspire plusieurs complaintes, et elle devient immédiatement une sainte républicaine. La foule fréquente assidûment son tombeau, et des miracles ont lieu, ce qui entraîne la construction d’une chapelle en 1797.
En 1953, Thorigné devient Thorigné-en-Charnie.

## Politique et administration
Le conseil municipal est composé de onze membres dont le maire et un adjoint.

## Population et société

### Démographie
L'évolution du nombre d'habitants est connue à travers les recensements de la population effectués dans la commune depuis 1793. Pour les communes de moins de 10 000 habitants, une enquête de recensement portant sur toute la population est réalisée tous les cinq ans, les populations de référence des années intermédiaires étant quant à elles estimées par interpolation ou extrapolation. Pour la commune, le premier recensement exhaustif entrant dans le cadre du nouveau dispositif a été réalisé en 2004.
En 2022, la commune comptait 190 habitants, en évolution de −3,06 % par rapport à 2016 (Mayenne : −0,73 %, France hors Mayotte : +2,11 %).
Thorigné a compté jusqu'à 797 habitants en 1831 et en 1851.
| 1793 | 1800 | 1806 | 1821 | 1831 | 1836 | 1841 | 1846 | 1851 |
| ---- | ---- | ---- | ---- | ---- | ---- | ---- | ---- | ---- |
| 660  | 684  | 691  | 615  | 797  | 790  | 757  | 778  | 797  |

| 1856 | 1861 | 1866 | 1872 | 1876 | 1881 | 1886 | 1891 | 1896 |
| ---- | ---- | ---- | ---- | ---- | ---- | ---- | ---- | ---- |
| 769  | 756  | 705  | 616  | 597  | 583  | 565  | 544  | 511  |

| 1901 | 1906 | 1911 | 1921 | 1926 | 1931 | 1936 | 1946 | 1954 |
| ---- | ---- | ---- | ---- | ---- | ---- | ---- | ---- | ---- |
| 516  | 506  | 489  | 408  | 402  | 402  | 408  | 422  | 385  |

| 1962 | 1968 | 1975 | 1982 | 1990 | 1999 | 2004 | 2006 | 2009 |
| ---- | ---- | ---- | ---- | ---- | ---- | ---- | ---- | ---- |
| 342  | 276  | 240  | 201  | 181  | 159  | 162  | 161  | 183  |

| 2014 | 2019 | 2022 | - | - | - | - | - | - |
| ---- | ---- | ---- | - | - | - | - | - | - |
| 192  | 194  | 190  | - | - | - | - | - | - |

## Lieux et monuments
- Château de Thorigné-en-Charnie.

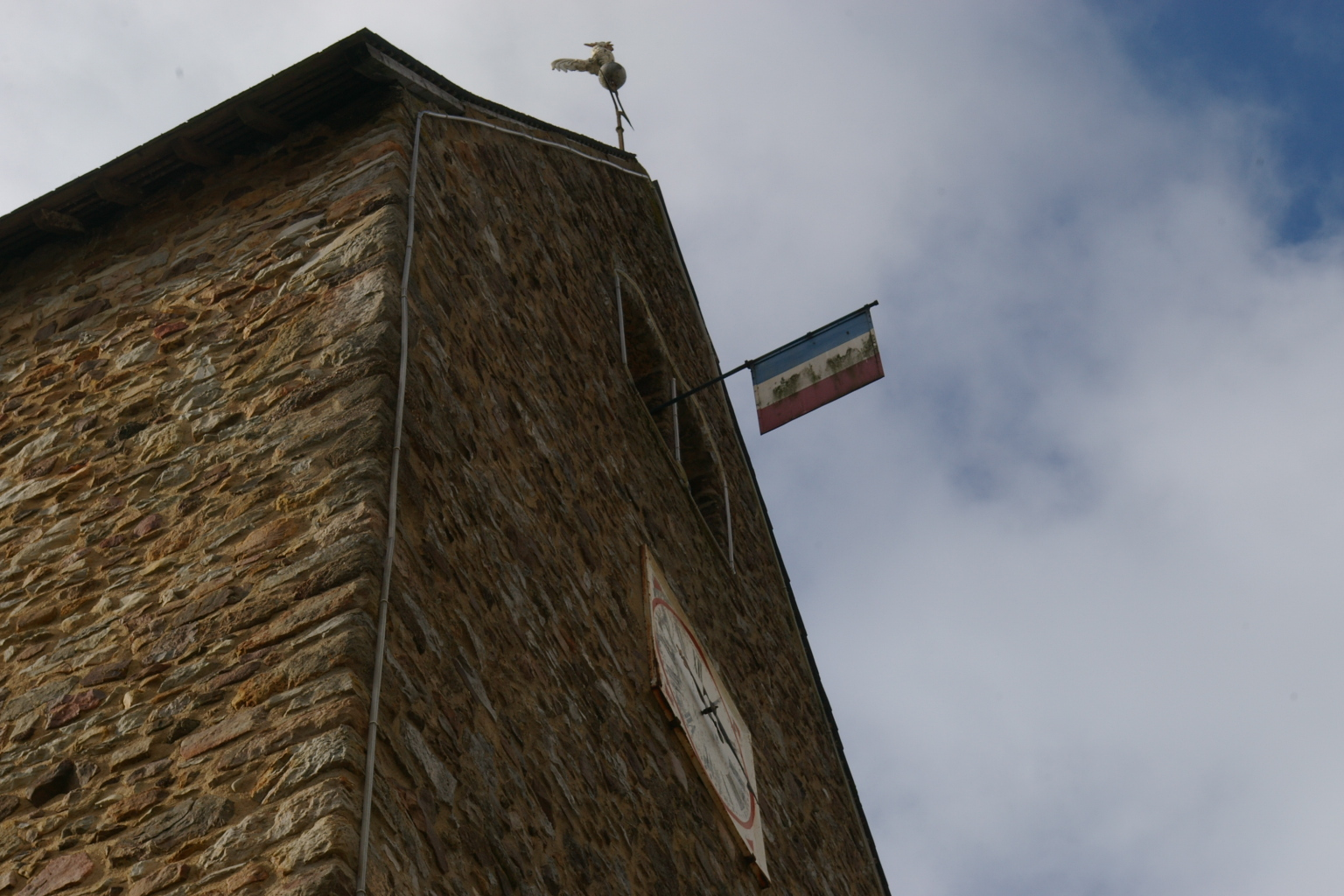
Le clocher de l'église Saint-Étienne.

- Grottes de Saulges : grotte Margot ornée de gravures et grotte Mayenne-Sciences, ornée de peintures pariétales. Les deux sites sont classés au titre des Monuments historiques[22],[23].
- Musée de préhistoire des grottes de la vallée de l'Erve.
- Église Saint-Étienne du XIIe siècle. Une croix de procession est classée à titre d'objet[24]. C'est l'une des rares églises en Mayenne, avec l'église Saint-Jean-Baptiste de Bannes, à arborer un drapeau tricolore.

## Activité et manifestations
La « foire à la Marabille » a lieu chaque année le premier dimanche d’août, dans le bourg, depuis 1990, sous une idée du président du comité des fêtes de l'époque, Hervé Rochard[réf. nécessaire].
À sa première édition, la Marabille a rassemblé trente-six exposants et un millier de visiteurs ; à la vingtième, elle a intéressé 423 exposants et plus de 14 000 visiteurs[réf. nécessaire] et a fini par un feu d'artifice au plan d'eau.

## Jumelages
Sulzheim (Allemagne) depuis 1967.
Le jumelage du canton de Sainte-Suzanne / communauté de communes d'Erve et Charnie, avec Sulzheim (Rhénanie-Palatinat) a été initié en 1966 par Victor Julien, conseiller général, maire de Thorigné-en-Charnie, et Adam Becker, dans la famille duquel Victor Julien avait été prisonnier de guerre de 1940 à 1945.

## Personnalités liées à la commune
- Perrine Dugué, (1777, La Ménagerie à Thorigné-en-Charnie - 1796), assassinée par trois Chouans, surnommée la « Sainte tricolore ».
- Abbé Joseph Maillard (1822-1897), curé de Thorigné de 1870 à 1890, archéologue, auteur d'articles sur « les châteaux » de Thorigné et les grottes de Saulges.

## Héraldique
| Blason de Thorigné-en-Charnie | Blason  | Losangé d’or et de gueules, à une tour d’argent, ouverte de sable, chargée d’un bonnet phrygien de gueules, et accompagnée en chef d’une chauve-souris de sable. |
| Blason de Thorigné-en-Charnie | Détails | Le losangé d’or et de gueules provient du blason du seigneur Payen de Toreigny qui avait Thorigné-en-Charnie pour fief. La reprise intégrale des armes de famille étant interdite pour les municipalités, il suffit d’en emprunter un ou plusieurs éléments. La tour symbolise les vestiges importants de la commune dont le donjon du lieu dit les Châteaux, le Châtelet de Jonchères. La chauve souris indique la présence de grottes très connues dans le département mais sous l’appellation de grottes de Saulges alors qu’elles s’étendent principalement à Thorigné-en-Charnie et Saint-Pierre-sur-Erve. Le bonnet phrygien honore une sainte de la république en la personne de Perrine DUGUE, tuée sur la route de Sainte Suzanne. Les ornements sont deux gerbes de blé d’or, mises en sautoir par la pointe et liées d’azur afin d’honorer l’activité agricole de la commune. Le listel d’argent porte le nom de la commune en caractères majuscules de sable. La couronne de tours dit que l’écu est celui d’une commune ; elle n’a rien à voir avec des fortifications. Le statut officiel du blason reste à déterminer. |